# Katalin szász–lauenburgi hercegnő
Katalin (németül: Katharina von Sachsen-Lauenburg, svédül: Katarina av Sachsen-Lauenburg; Ratzeburg, Szász–Lauenburgi Hercegség, 1513. szeptember 24. – Stockholm, Svéd Királyság, 1535. szeptember 23.), az Aszkániai-házból származó szász–lauenburgi hercegnő, I. Magnus herceg és Braunschweig–Wolfenbütteli Katalin második leánya, aki Vasa Gusztáv első hitveseként Svédország királynéja 1531-től 1535-ben bekövetkezett haláláig. Egyetlen gyermeke a későbbi svéd király, XIV. Erik. 

## Élete

### Származása
Édesapja I. Magnus szász-lauenburgi herceg (1488–1543) volt, V. János szász-lauenburgi herceg (1439–1507) és Dorottya brandenburgi hercegnő (1446–1519) fia. Édesanyja a Welf-házból való Katalin braunschweig-wolfenbütteli hercegnő (1488–1563) volt, IV. Henrik braunschweig-lüneburgi herceg (1463–1514) és Katalin pomeránia-wolgasti hercegnő (1465–1526) leánya. Hat testvér sorában harmadikként született:
- Ferenc (1510–1581), trónörökös, 1571-től I. Ferenc néven Szász-Lauenburg uralkodó hercege, aki 1540-ben Szibilla szász hercegnőt (1515–1592) vette feleségül,
- Dorottya (1511–1571), aki 1525-ben III. Keresztély dán és norvég király (1503–1559) felesége lett,
- Katalin (1513–1535), I. (Vasa) Gusztáv svéd király (1496–1560) felesége,
- Klára (1518–1576), 1547-től Ferenc braunschweig-lüneburg-gifhorni herceg (1508–1549) felesége,
- Zsófia (1521–1571), 1537-től I. Antal oldenburg-delmenhorsti gróf (1505–1573) felesége,
- Orsolya (1523–1577), aki 1551-ben V. Henrik mecklenburgi herceghez (1479–1552) ment feleségül.

### Házassága
1531-ben feleségül ment I. (Vasa) Gusztáv svéd királyhoz (1496–1560), Erik Johansson Vasa várúr (1470–1520) és Cecilia Månsdotter Eka (1476–1523) fiához. Egyetlen gyermekük született:
- Erik herceg (1533–1577), trónörökös, aki 1560-ban apja utódaként, XIV. Erik néven lépett Svédország trónjára.

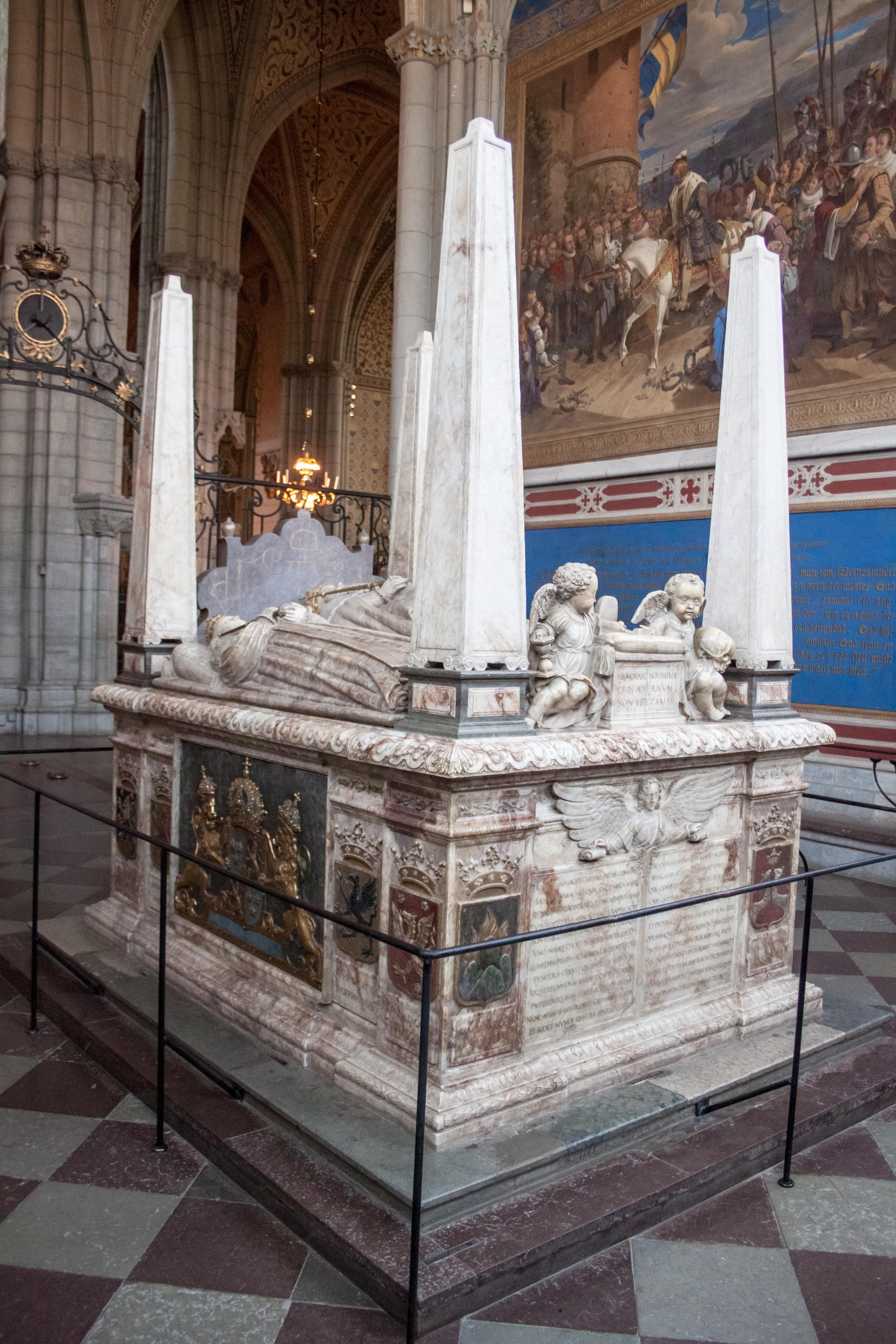
Vasa Gusztáv és három feleségének síremléke az uppsalai dómban

### Halála
Katalin királyné 1535-ben hunyt el, az uppsalai székesegyházban temették el. 1536-ban Vasa Gusztáv király másodszor is megnősült, Margareta Leijonhufvud-Eriksdottert (1516–1551), az 1520-as stockholmi vérfürdő során kivégzett Abrahamsson Leijonhufvud svéd főúrnak és a király távoli rokonának, Ebba Eriksdotter Vasa úrhölgynek leányát vette feleségül.